# Heinrich Böckeler
Heinrich Böckeler (* 11. Juli 1836 in Köln; † 20. Februar 1899 in Aachen) war ein katholischer Priester und Kirchenmusiker sowie Begründer und erster Direktor der Kirchenmusikschule St.-Gregorius-Haus, der Vorläuferinstitution der Katholischen Hochschule für Kirchenmusik St. Gregorius in Aachen.

## Leben und Wirken
Der Sohn eines Kattunfärbers studierte nach dem Abitur zunächst an der Universität Bonn Theologie und besuchte anschließend das Priesterseminar in Köln. 1860 empfing er die Priesterweihe und nahm als Kaplan am Kölner Konservatorium, der heutigen Hochschule für Musik Köln, noch ein Musikstudium auf. Im Jahr 1862 wurde er zum Domvikar an den Aachener Dom berufen und wenige Jahre später zum Stiftskapellmeister befördert. Hier setzte er sich vor allem für die Umsetzung des kirchenmusikalischen Repertoires gemäß der von Joseph Schrems mitbegründeten Regensburger Tradition, dem damaligen Zentrum der Wiederherstellung authentischer Kirchenmusik, ein und damit um die Wiedereinsetzung des gregorianischen Chorals in seine liturgischen Abläufe. Dazu trat er in den 1872 durch den Trierer Dommusikdirektor Michael Hermesdorff gegründeten Verein zur Erforschung alter Choralhandschriften behufs Wiederherstellung des Cantus S. Gregorii ein. In diesem Zusammenhang bemühte sich Heinrich Böckeler in Aachen vor allem darum, das umfangreiche Repertorium aus dem Jahr 1568 des früheren Stiftskapellmeisters Johannes Mangon (1525–1578) neu zu interpretieren. Ebenso führte er eine grundlegende Neuordnung des dem Aachener Dom angeschlossenen „Choralenhauses“, eine Knabensingschule mit Internat, der heutigen Aachener Domsingschule, durch.
Schließlich gründete er im Jahr 1881 das so genannte Gregoriushaus, die erste westdeutsche Organistenschule mit ebenfalls angeschlossenem Internat. Einer der bedeutendsten Dozenten des Gregoriushauses der Gründungsjahre und zuständig für Harmonielehre und Kontrapunkt war ab dem 9. Oktober 1887 der katholische Geistliche und Kirchenmusiker Franz Nekes, der im Jahr 1891 auch Heinrich Böckeler als Stiftskapellmeister nachfolgte. Böckelers Nachfolge als Direktor des Gregoriushauses trat 1899 der Kölner Domvikar und spätere Bischof von Trier Franz Rudolf Bornewasser an.
Neben seiner kirchenmusikalischen Tätigkeit war Böckeler als Glockensachverständiger für das Erzbistum Köln tätig. Außerdem gründete er 1876 das Gregoriusblatt, eine Zeitschrift  für katholische Kirchenmusik, und den Gregoriusboten.
Heinrich Böckeler wurde für seine Verdienste um die Kirchenmusik an Aachener Dom nach seiner Amtsübergabe zum Ehrenstiftsherrn ernannt. Seine Nichte, die Benediktinerin Maura Böckeler der Abtei St. Hildegard, war eine bekannte Hildegardisforscherin. Auch sein Großneffe Hans Sabel trat in die kirchenmusikalische Tradition der Familie ein und wurde ein angesehener Kirchenmusikkomponist, Musikwissenschaftler und Musikpädagoge.
Heinrich Böckeler fand seine letzte Ruhestätte auf dem Aachener Ostfriedhof.

## Werke (Auswahl)
- Zeitschrift Gregoriusblatt, begründet 1876.
- Beschreibung der neuen Orgel im Kurhaussaale zu Aachen. Aachen 1878.
- Über Johannes Mangon. In: Echo der Gegenwart. Nr. 320 (1878).
- Die Lieder der hl. Hildegard. In: Gregoriusblatt 5, Aachen 1880.
- Beiträge zur Glockenkunde. Verlag Albert Jacobi & Co., Aachen 1882.
- Wesen und Eigenschaften der katholischen Kirchenmusik. Sändig, Walluf / Nendeln 1974.
- Die Melodie des Aachener Weihnachtsliedes. In: Zeitschrift des Aachener Geschichtsvereins Nr. 11 (1889). S. 176–184.
- Kurze Geschichte der Singschulen. Festgabe zur Feier der Einweihung des Gregoriushauses in Aachen. Kühlen, Mönchengladbach 1890.